# مركيد خرابة سي
مركيد خرابة سي هي قرية في مقاطعة مرند، إيران. عدد سكان هذه القرية هو 55 في سنة 2006.